# Politica della Lettonia
In Lettonia si svolgono elezioni a livello nazionale per eleggere il Parlamento. Questo organo legislativo conta 100 membri, eletti per un mandato di quattro anni con rappresentanza proporzionale e soglia di sbarramento al 5%. Per assegnare i seggi, viene utilizzato il metodo Sainte-Laguë non modificato. Le elezioni parlamentari si svolgono il primo sabato di ottobre. Le ultime elezioni parlamentari si sono tenute il 7 ottobre 2006
A livello locale, la Lettonia elegge i consigli comunali, che consistono di un numero da 7 a 60 persone, che dipende dalla grandezza della municipalità; queste elezioni avvengono ogni quattro anni sempre con il sistema proporzionale.
La Lettonia ha un sistema multipartitico, in cui nessun singolo partito riesce a ottenere il potere necessario per governare da solo; sono pertanto necessarie delle coalizioni tra partiti, che portano a governi di coalizione.
Come in Italia, in Lettonia non sono i cittadini che eleggono direttamente il Presidente della Repubblica, ma è il Parlamento a svolgere questa funzione.

## Partiti politici
attuali
- Partito Socialdemocratico "Armonia", affermatosi nel 2010 come prosecutore del 
  - Partito dell'Armonia Nazionale (Tautas Saskaņas Partija) fondato nel 1994;
  - Nuovo Centro (Jaunais Centrs) fondato nel 2004;
  - Partito Socialdemocratico (Sociāldemokrātiskā partija) fondato nel 2002.
- Unità: partito fondato nel 2011 dalla confluenza tra:
  - Nuova Era (Jaunais Laiks), fondato nel 2001;
  - Unione Civica (Pilsoniskā Savienība), fondata nel 2008;
  - Società per un'Altra Politica (Sabiedrība Citai Politikai), fondato nel 2008.
- Unione dei Verdi e degli Agricoltori (Zaļo un Zemnieku Savienība): coalizione fondata nel 2002 comprendente:
  - Partito Verde di Lettonia (Latvijas Zaļā Partija), nato nel 1990.
  - Unione degli Agricoltori della Lettonia (Latvijas Zemnieku Savienība), costituitosi nel 1990;
- Alleanza Nazionale: partito fondato nel 2011 dalla confluenza tra:
  - Per la Patria e la Libertà/LNNK (Tēvzemei un Brīvībai/LNNK), a sua volta affermatosi nel 1997 dalla confluenza tra:
    - Per la Patria e la Libertà (Tēvzemei un Brīvībai), nato nel 1993;
    - Movimento dell'Indipendenza Nazionale Lettone (Latvijas Nacionālās Neatkarības Kustība), fondato nel 1988;

  - Tutto per la Lettonia (Visu Latvijai), fondato nel 2006.
- Unione Russa di Lettonia precedentemente Per i Diritti Umani nella Lettonia Unita: sorto nel 1998 come coalizione tra Partito Nazionale dell'Armonia, Partito Socialista di Lettonia e Uguali Diritti (Līdztiesība), è divenuto un partito unitario con la sola confluenza di quest'ultimo.
- Partito Socialista di Lettonia (Latvijas Sociālistiskā Partija), sorto nel 1994.
- Partito della Riforma (Reformu Partija), nato nel 2011.
- Partito Socialdemocratico dei Lavoratori di Lettonia (Latvijas Sociāldemokrātiskā Strādnieku Partija), fondato nel 1989.
- Unione Democratica Cristiana (Kristīgi Demokrātiskā Savienība), fondata nel 1991.

liquidato
- Centro dell'Armonia (Saskaņas Centrs): coalizione fondata nel 2005 comprendente: 
  - Partito Socialdemocratico "Armonia";
  - Partito Socialista di Lettonia.
- Primo Partito di Lettonia - Via Lettone: partito fondato nel 2007 dalla confluenza tra:
  - Primo Partito di Lettonia (Latvijas Pirmā Partija), nato nel 2002;
  - Via Lettone (Latvijas Ceļš), affermatosi nel 1993.
- Partito Popolare (Tautas partija), fondata nel 1998.
- Movimento Popolare (Tautas kustība), fondato nel 1998.